# San Jacinto del Búa
San Jacinto del Búa es una parroquia rural de la provincia de Santo Domingo de los Tsáchilas ubicado al centro noroeste de Ecuador, tiene aproximadamente 13.624 habitantes. Se encuentra a una altitud de 284 m s. n. m. y la temperatura promedio es de 23 °C.

## Toponimia
La fe cristiana de Raymundo Cedeño, uno de los primeros habitantes de la región, hacía celebraciones en honor al santo San Jacinto, y es en el año de 1965 en una reunión social de los habitantes, por su voluntad y fe cristiana toman la decisión de ponerle un nombre al lugar, y fue entonces que se nombró San Jacinto, por el santo al que le hacían celebraciones y Búa, por el río que recorre la zona.

## Historia
En el año de 1950 la ciudad estaba completamente deshabitada, solo existían tres colonos que se ubicaban a 5 km de distancia. En 1956 empiezan a llegar los primeros habitantes a la región atraídos por la vegetación del lugar. La diversidad que existía en el sitio se debería una crisis que ocurría en el país por esos años. En 1960 los colonos poblaron estableciéndose oficialmente y la economía del lugar empezaría a crecer rápidamente.
En el año 1963, por costumbres católicas, se adoptó el nombre de “San Jacinto del Búa ”  San Jacinto en honor a manabitas devotos del patrono San Jacinto y del Búa, por el río que atraviesa este pueblo. Desde aquellos tiempos las fiestas patronales se celebran cada 16 de agosto, día que recuerdan la fe cristiana todos los feligreses y habitantes de esta Parroquia. 
San Jacinto del Búa, es básicamente un centro de acopio intermedio de productos agropecuarios de la zona. El centro de actividad económica del lugar se localiza a lo largo de la Avenida principal con el nombre de Av. 16 de Agosto, en donde funcionan tiendas de víveres, bazares, restaurantes, peluquerías, talleres, consultorios médicos, el mercado y centros de Acopios agrícolas, etc. 
Predomina las actividades productivas agrícolas y por otro lado la ganadería, con una buena producción de leche.  Entre los mayores cultivos están: el plátano, el cacao, la yuca, el café, el palmito y la piña.
Ubicación: Se ubica a 25 km. entrando por el Km. 9 de la vía a Chone, margen derecho y aproximadamente a 31 kilómetros al sur de Santo Domingo.
Parroquialización: 9 de noviembre de 1998. 

## Recintos y Comunas
| Comunas - San Pedro de el Laurel - San Vicente del Búa | Recintos - 10 de Agosto - La Flecha - Los Laureles - Umpechico - Bellavista - El Porvenir/Ompegrande - Palma Sola - Riobambeños - El Triunfo - Chila Guabalito - San José de Juntas - Y de las Juntas - San Francisco de Chila - Santa Rosa de Chila - San Pablo de Guabal - Mocache II - La Tola el Santo Guabal - San José de la Tola | Sectores y Ramales - Sector San Andres - Sector Cooperativa 9 de Octubre - Sector Alianza para el Progreso - Sector San Juan - Sector Nuevo Belén - Sector Campesinos Progresistas - Sector La Tungurahua - Sector San Francisco - Sector San Roque - Sector Pueblo Progresista - Ramal San Francisco - Ramal Mora - Ramal Palma Sola - Ramal Aveiga - Ramal Lucrecia |